# Pavel Ivanovič Beljajev
‎
Pavel Ivanovič Beljajev (rusko Па́вел Ива́нович Беля́ев), ruski častnik, vojaški pilot, kozmonavt in heroj Sovjetske zveze, * 26. junij 1925, Čeliščevo, Rosljatinski rajon, (danes Babuškinski rajon), Vologdska oblast, Sovjetska zveza (danes Rusija), † 10. januar 1970, Moskva, Sovjetska zveza (danes Rusija).
Beljajev se je po končani desetletki leta 1942 zaposlil v tovarni. Leta 1943 se je prostovoljno javil v Rdečo armado. Leta 1945 je končal Vojaško-letalsko pilotsko šolo v Jejsku.
Kot pilot lovskega letala je sodeloval v sovjetsko-japonski vojni (avgust-september 1945), nato pa je služboval v enotah Vojno-letalskih sil SZ. Med letoma 1956 in 1959 je študiral na Vojaško-letalski akademiji. Leta 1960 so ga izbrali v Prvi odred kozmonavtov SZ.
Polkovnik Beljajev je prvič poletel v vesolje kot poveljnik vesoljske ladje Voshod 2 z Aleksejem Leonovom med 18. in 19. marcem 1965. Leonov je bil prvi človek, ki je izstopil iz vesoljske ladje v odprti vesoljski prostor.
Naj bi poletel tudi na odpravi Vostok 8 do Zemljinega Van Allenovega sevalnega pasu, vendar so jo odpovedali.
Pokopan je na moskovskem pokopališču Novodeviči.

## Odlikovanja
- heroj Sovjetske zveze: 23. marec 1965
- red Lenina
- red rdeče zvezde
- heroj socialističnega dela Bolgarije
- heroj Vietnama
- heroj Mongolije